# Allan Bloom
Allan David Bloom (ur. 14 września 1930 w Indianapolis, zm. 7 października 1992 w Chicago) – amerykański filozof polityczny.

## Życiorys
Bloom urodził się jako jedyne dziecko w robotniczej rodzinie w stanie Indiana. Jako trzynastolatek przeczytał w „Reader’s Digest” artykuł o Uniwersytecie Chicagowskim, na którym zapragnął studiować. Jego rodziców nie było stać na opłacenie nauki, jednak w 1944 roku przeprowadzili się do Chicago, gdzie został objęty programem dla uzdolnionej młodzieży i w 1946 roku rozpoczął studia. Następnie studiował w Paryżu (1953–1955) i w Niemczech (1957). Był uczniem Leo Straussa.

## Kariera
Wykładał na uniwersytetach Cornella, Yale, Torontońskim i École normale supérieure w Paryżu.
Światową sławę przyniosła mu książka Umysł zamknięty (The Closing of the American Mind ). Jest to sztandarowe opracowanie współczesnej myśli prawicowej i konserwatywnej, w której Bloom argumentuje, że współczesny kryzys społeczny i polityczny jest przede wszystkim kryzysem intelektualnym.

## Źródła inspiracji i wpływ na innych
Na światopogląd Blooma wpłynęła filozofia przedsokratejska oraz Sokrates, Platon, Machiavelli, Shakespeare, Rousseau, Nietzsche czy Heidegger. Jego poglądy wpłynęły na m.in. Francisa Fukuyamę, Thomasa Pangle, Harveya Mansfielda czy Paula Wolfowitza.

## W kulturze
Bloom był pierwowzorem postaci profesora Abe Ravelsteina z książki Ravelstein autorstwa amerykańskiego pisarza Saula Bellowa.

## Książki przełożone na język polski
- Szekspir i polityka, Kraków 1995, Wydawnictwo Arcana, ISBN 83-86225-15-7 (Shakespeare's Politics)
- Umysł zamknięty. O tym, jak amerykańskie szkolnictwo wyższe zawiodło demokrację i zubożyło dusze dzisiejszych studentów, Poznań 2007, Wydawnictwo Zysk i Spółka, s. 458, seria Antropos, ISBN 83-7150-148-X (The Closing of the American Mind)

### Artykuły przełożone na język polski
- Giganci i karły: „Podróże Gulliwera” w zarysie, przeł. M. Polakowski, „Dialogi Polityczne” 2009, nr 11.
- John Rawls [w:] Historia filozofii politycznej. Część druga, red. P. Nowak, Warszawa 2016.
- Jan Jakub Rousseau [w:] Historia filozofii politycznej, red. P. Nowak, Warszawa 2010.
- Jonathan Swift [w:] Historia filozofii politycznej. Część druga, red. P.Nowak, Warszawa 2016